# Murakawa Daisuke
Pour les articles homonymes, voir Murakawa.
Dans ce nom japonais, le nom de famille, Murakawa, précède le nom personnel.
Daisuke Murakawa (村川大介, Murakawa Daisuke) est un joueur de Go professionnel japonais né le 14 décembre 1990 qui joue au Japon dans les compétitions de la Nihon Ki-in. Il a remporté le tournoi du Judan en 2019 et le titre de Oza en 2014. Il est actuellement 9e dan professionnel (depuis 2019).

## Biographie et carrière
Daisuke Murakawa devint joueur professionnel en 2002, à onze ans. En 2013, il remporta la coupe Agon, en battant Shida Tatsuya en finale. En 2014, il remporta le 62e Oza en battant en finale Iyama Yuta (3-2). Il perdit son titre l'année suivante en perdant contre Iyama Yuta (0-3).
En 2016, il fut finaliste du 64e Gosei, toujours contre le même adversaire, Iyama Yuta.
En 2019, il remporta le 59e Judan en battant Iyama  Yuta (3-1), après avoir été finaliste l'année précédente (2018, défaite contre Iyama Yuta). Il perd son titre de Judan en 2020 contre Shibano Toramaru (1-3).